# 東川站 (京畿道)
東川站（：／ Dongcheon yeok */?）是新盆唐線沿線的一座地下車站，位於韓國京畿道龍仁市水枝區東川洞。

## 車站結構
站體為2面2線側式月台的地下車站，候車月台設有月台幕門，並有3處出口。

### 月台配置
| ↑ 美金     |
| \| 下      |
| 水枝區廳 ↓ |

| 月台 | 路線      | 目的地                   |
| ---- | --------- | ------------------------ |
| 上行 | ●新盆唐線 | 江南、良才、亭子方向     |
| 下行 | ●新盆唐線 | 水枝區廳、上峴、光教方向 |

## 歷史
- 2016年1月30日：開通使用。

## 車站周邊
- 東幕川
- 好麗友（朝鲜语：오리온 (대한민국의 기업)）蘇稽物流中心
- 寶可夢韓國分公司
- 一洋藥品（朝鲜语：일양약품）總社、龍仁藥廠
- 竹田高校
- 大玄初等學校
- 新世界百貨
- 龍仁圃隱藝術館
- 京釜高速公路竹田休息站
- 韓國道路公社高速巴士轉運站
- 東川站巴士客運站

## 相鄰車站
Neo Trans
●新盆唐線
美金（D13）－東川（D14）－水枝區廳（D15）